# Warcraft III: Reign of Chaos
Warcraft III: Reign of Chaos är ett realtidsstrategi-datorspel i Warcraft-universumet, utvecklat av Blizzard Entertainment. De spelbara raserna är människor (Humans), orcher (Orcs), odöda (Undead) och nattalver (Night Elves). Ett påbyggnadsspel vid namn Warcraft III: The Frozen Throne har även släppts.

## Handling
Historien börjar med Thrall, en orc som har samlat de överlevande orcherna från kriget mot människorna (se Warcraft 2). En mystisk profet söker upp honom och varnar om världens undergång.
Thrall känner på sig att profeten talar sanning och ger sig av till den andra kontinenten, Kalimdor, där det sista hoppet att rädda världen finns. Efter att orcerna flytt bryter en epidemi ut i Lordaeron som förvandlar människorna till odöda varelser. Prinsen Arthas Menethil jagar Mal'Ganis, en fruktans herre, som är den som sprider sjukdomen med hjälp av de Fördömdas Kult, människor som gett sin själ till Lichkungen. Han följer Mal'Ganis ända till det snöiga Northrend, där han träffar på sin vän dvärgen Muradin. Muradin berättar om det legendariska svärdet Frostmourne, som Arthas tror kan rädda hans folk. 
Dessvärre visar sig det att svärdet har en förbannelse över sig, och efter att Arthas befriar det från isen svärdet är inkapslat i flyger det upp i luften och spetsar Muradin. Svärdet hjälper honom att döda Mal'Ganis, men istället blir han en av Lichkungens tjänare och dessutom galen efter att han planlöst vandrar runt på kontinenten. När Thrall efter en strapatsfylld resa kommer till Kalimdor möter han Jaina, prinsens gamla kärlek. Hon har lett en människoexpedition som flytt från epidemin i Lordaeron som den enda som trott på profeten. Till en början slåss de mot varandra, men sedan möter de profeten i en grotta där han avslöjar att han är Medivh, den sista väktaren. Profeten övertalar Thrall och Jaina att samarbeta mot de odöda. 
Tillsamman beger sig människorna och orcherna till Ashenvale, nattalvernas skog och hem. Nattalverna tror att de är en invasionsstyrka, så de går till attack men plötsligt så kommer demonerna från gisslet, och nattalverna och deras ledare Tyrande försöker väcka Malfurion, en legendarisk druid som legat i dvala i hundratals år och försöker stoppa demonerna igen.

## World Editor
World Editor är ett program utvecklat av Blizzard Entertainment för att skapa banor till Warcraft III. Den är indelad i flera olika delar: Sound Editor, Terrain Editor, Object Editor, Campaign Editor, Import Editor samt Artificial Intelligence Editor. Alla Blizzards strategispel från och med Warcraft II har innehållit en variant av World Editor, som alla varit olika avancerade. Nyheten för WAR3:s World Editor är att man kan modifiera enheter, förmågor, uppgraderingar mm. 
World Editor använder sig även av programmeringsspråket JASS (Just Another Syntex Script) som Blizzard har skapat själva. Programmeringsspråket, och även world Editor, är mycket svårt att lära sig på egen hand.